# Geneston

Geneston este o comună în departamentul Loire-Atlantique, Franța. În 2009 avea o populație de 3,479 de locuitori.